# Alix Didier Fils-Aimé
Alix Didier Fils-Aimé, né le 14 novembre 1971, est un homme d'affaires et homme d'État haïtien. 
Le 10 novembre 2024, il est nommé Premier ministre par le Conseil présidentiel de transition.

## Biographie

### Jeunesse et formation
Né le 14 novembre 1971, Alix Didier Fils-Aimé est le fils d'Alix Fils-Aimé, homme politique ayant été emprisonné sous Jean-Claude Duvalier, puis est devenu député de 1995 à 1999. D'autres membres de sa famille, originaire de Port-au-Prince, ont investi dans l'économie.
Il obtient un diplôme en gestion des entreprises, mention finance à l'université de Boston. Il devient ensuite président du conseil d'administration de la Chambre de commerce et d’industrie de l'ouest (CCIO), de la Chambre de commerce et d'industrie d'Haïti (CCIH), et dirige le fournisseur d'accès à internet haïtien. Il est également homme d'affaires.

### Élections sénatoriales de 2016
En 2016, il est candidat aux élections sénatoriales sous l'étiquette du parti Vérité.

### Premier ministre

#### Première candidature avortée
Le 17 mai 2024, dans le cadre d'un appel à candidatures du 13 au 17 mai, le Conseil présidentiel de transition annonce avoir reçu plus de 80 candidatures au poste de Premier ministre. Parmi les candidats, l'ancien Premier ministre Garry Conille, Fritz Bélizaire, l'ancien ministre de l'Intérieur Paul Antoine Bien-Aimé, les anciens ministres de la Justice Michel Brunache et Lucmane Délile, ainsi que Jean Hector Anacacis, Gérald Germain, Inel Torchon, Alix Didier Fils-Aimé, et Jean-Rodolphe Joazile.
La candidature de Conille est finalement retenue le 29 mai, mais il est limogé en novembre.

#### Désignation et entrée en fonction
Le 10 novembre 2024, Alix Didier Fils-Aimé est désigné comme nouveau Premier ministre d'Haïti. Il prend ses fonctions le 11 novembre, au lendemain de son retour des États-Unis. Il forme son gouvernement le 15 novembre.
Il est le troisième Premier ministre d’Haïti nommé en trois ans, dans une période de fortes turbulences.